# Witteborg
Die Witteborch oder Witteborg (Niederdeutsch für ‚Weiße Burg‘), auch Witteburg oder kurz Witte genannt, war im 13. Jahrhundert eine Befestigung des Bremer Erzbischofs am Weserufer zwischen Rekum und Lemwerder nördlich von Bremen.

## Geschichte der Witteborg
Gemäß der Chronik von Rinesberch und Schene ließ Erzbischof Gebhard II. 1220 eine Befestigung errichten, um Zoll auf die Weser-Schifffahrt zu erheben. Der Fluss wurde hierfür zwischen Rekum am rechten Weserufer und Berne am linken Weserufer mit Pfählen abgesperrt und nur ein schmales Gatt freigelassen, das mit einer Kette abgesperrt werden konnte. Die genaue Gestalt der Anlage ist nicht überliefert. Vermutlich handelte es sich um eine eher kleine Befestigung, die jedoch zumindest über einen großen Turm verfügte und über Mauern aus hellem Stein (daher die Bezeichnung als „Witteborg“).
Die Bremer Bürger fassten den Bau der Zollsperre als feindlichen Akt auf, der der Schifffahrt auf der Unterweser – und damit dem für die Stadt wichtigen Handel – schaden würde. Sie rüsteten daraufhin eine große Kogge aus, die bei abfließendem Hochwasser und günstigem Wind die Absperrung unterhalb der Witteborg sprengte und die Pfähle aus dem Fluss zog. In der Folge vermittelte der lippische Ritter Diedrich von Sachte zwischen Bürgern und Erzbischof, so dass eine Eskalation des Konfliktes verhindert werden konnte. In einem Abkommen überließ Gebhard II. der Stadt die Witteborg, die sich im Gegenzug verpflichtete, den Bau einer neuen erzbischöflichen Burg bei Langwedel südlich von Bremen zu finanzieren. Des Weiteren bestätigte der Erzbischof in einem Schreiben, dass von dieser neuen Befestigung den Bürgern Bremens kein Schaden entstehen sollte. Sein Nachfolger, Erzbischof Hildebold, ließ ungeachtet dessen 1260 bei Versfleth eine neue Burg errichten, die nach Kämpfen mit den Bremern jedoch bereits 1262 wieder zerstört wurde.
Im Sommer 1222 wurde die Zoll-Befestigung abgebrochen und die Steine nach Bremen verbracht. Mit ihnen wurde unter anderem die Langenstraße gepflastert. Etwa 300 Jahre später, 1564, wurden die letzten Überreste der Witteborg, die Fundamente der Mauern und des Turmes, abgetragen und für weitere Bautätigkeiten in der Stadt verwendet.

## Weiterbestehen der Bezeichnung „Witteburg“
Der Standort der Witteborg wurde meist als südlich von Rekum am rechten Weserufer genannt. Die 1852 in Farge gegründete Steingutfabrik Witteburg wurde deshalb nach der ehemaligen Befestigung benannt. Die Straße, an der diese Fabrik lag, trägt heute den Namen Witteborg.
Mittlerweile wird auch ein Standort der Festung am linken Weserufer nahe Lemwerder angenommen, was aber nicht den historischen Quellen entspricht:
- In Wilhelm Dilichs illustrierter Darstellung Bremens von 1603 ff. steht in der Tabula octava (Tafel VIII) „Nienkercke & Blomenthal“) nordwestlich von „Farche“ (Farge) der Name „Wittenborch“. Darunter ist sowohl eine Burgruine am (zu hoch dargestellten) Weserufer eingezeichnet, als auch einen Ringwall östlich des hier noch heute in die Weser mündenden Baches.[5]
- Hinrich Mahlstede berichtet in seiner Chronik der Jahre 1647 bis 1699 den harten Winter 1694/95, man habe noch Anfang März mit Pferd und Wagen über das Eis der Weser von der Witteborch bis nach Elsfleth fahren können.[2]

Die Wittenburg ist als abgegangene Burg bzw. Burgruine in einer Karte von ca. 1860 südlich von Rekum am rechten Weserufer eingezeichnet.